# Kōbō Abe
Kōbō Abe  (安部 公房?, Abe Kōbō), pseudonimo di Kimifusa Abe (安部 公房?, Abe Kimifusa; Tokyo, 7 marzo 1924 – Tokyo, 22 gennaio 1993), è stato uno scrittore, drammaturgo, regista teatrale, inventore, saggista, poeta e fotografo giapponese.

## Biografia
Nacque a Tokyo ma passò la prima parte della vita nella Manciuria occupata dai giapponesi, dove il padre svolgeva la sua professione di medico. Ritornato in patria si iscrisse alla facoltà di medicina. Una volta laureato, nel 1948, non prese in considerazione la professione medica e cominciò a dedicarsi alla letteratura ispirandosi al surrealismo kafkiano.
Sia nei romanzi che nelle opere teatrali descrive un'umanità alienata, affetta da incomunicabilità, chiusa in reticoli di situazioni senza via d'uscita. Opera paradigmatica è Suna no onna (La donna di sabbia) che descrive una situazione claustrofobica in cui un uomo e una donna vivono prigionieri all'interno di una voragine sabbiosa impegnati in un'eterna opera di svuotamento della sabbia che continuamente precipita dall'alto rischiando di soffocarli. Questo romanzo vinse nel 1962 il Premio Yomiuri. La storia costituì anche la trama di un film, con la regia di Hiroshi Teshigahara, che ottenne un notevole successo e vinse il Premio Speciale della Giuria al 17º Festival di Cannes del 1964 e nello stesso anno venne candidato all'Oscar come miglior film straniero (premio che fu però assegnato al film italiano Ieri, oggi, domani).
Abe scrisse varie opere teatrali dirigendo una propria compagnia a Tokyo. Anche in questi lavori propone i temi della solitudine e dell'alienazione. In Tomodachi (Amici, 1967) descrive la situazione assurda di un impiegato la cui casa viene occupata da una famiglia che dopo aver preso il completo controllo della sua vita finisce con l'ucciderlo.
Dopo la morte di Mishima (1970) diventò il principale autore giapponese di opere teatrali. Le sue opere vennero anche rappresentate all'estero (New York, 1979).
Morirà il 22 gennaio 1993.

## Opere

### Romanzi
- 終りし道の標に Owarishi michi no shirube ni (1948)
- 飢餓同盟 Kiga doumei (1954)
- けものたちは故郷をめざす Kemono tachi wa kokyou wo mezasu (1957)
- Inter Ice Age 4 (第四間氷期 Dai yon kan pyouki, 1959); Roma, Atmosphere libri (trad. Gianluca Coci), 2025
- 石の眼 Ishi no me (1960)
- La donna di sabbia (砂の女 Suna no onna, 1962); Milano, Longanesi, 1962

- Il volto dell'altro (他人の顔 Tanin no kao, 1964)
- 榎本武揚 Enomoto Takeaki (1964)
- 人間そっくり Ningen sokkuri (1966)
- La mappa bruciata (燃えつきた地図 Moetsukita chizu, 1967)
- L'uomo scatola (箱男 Hako otoko, 1973); Torino, Einaudi (trad. Antonietta Pastore), 1992
- L'incontro segreto (密会 Mikkai, 1977); Lecce, Manni (trad. Gianluca Coci), 2005
- L'arca ciliegio (方舟さくら丸 Hakobune sakura maru, 1984); Milano, Spirali, 1989
- Le balene corrono verso la morte (死に急ぐ鯨たち Shi ni isogu kujira tachi, 1986)
- Il quaderno canguro (カンガルー・ノート Kangarū nōto, 1991); Roma, Atmosphere libri (trad. Gianluca Coci), 2016
- 飛ぶ男 Tobu otoko (1994)

### Racconti
- 唖むすめ Oshimusume (1949)
- デンドロカカリヤ Dendorokakariya (1949)
- 夢の逃亡 Yume no toubou (1949)
- Il bozzolo rosso (赤い繭 Akai mayu, 1950)
- 洪水 Kouzui (1950)
- 棒 Bou (1950)
- 魔法のチョーク Mahou no chouku (1951)
- Il muro. Il delitto del signor S. Karma (壁―S・カルマ氏の犯罪 Kabe―S・Karuma shi no hanzai, 1951)
- 闖入者 Chinnyusha (1951)
- 詩人の生涯 Shijin no Shougai (1951)
- 飢えた皮膚 Ueta hihu (1951)
- ノアの方舟 Noa no hakobune (1952)
- 水中都市 Suichu toshi (1952)
- 犬 Inu (1954)
- 変形の記録 Henkei no kiroku (1954)
- R62号の発明 R62 gou no hatumei (1956)
- 誘惑者 Yuwakusha (1957)
- 夢の兵士 Yume no heishi (1957)
- 鉛の卵 Namari no tamago (1957)
- 使者 Shisha (1958)
- 賭け Kake (1960)
- 無関係な死 Mukankei na shi (1961)
- 時の崖 Toki no gake (1964)
- カーブの向う Kabu no mukou (1966)

### Drammaturgie
- スーツケース Sūtsukēsu
- 制服 Seifuku (1955)
- どれい狩り Dorei gari (1955)
- 快速船 Kaisoku sen (1955)
- L'uomo divenuto bastone (棒になった男 Bō ni natta otoko, 1957)
- 幽霊はここにいる Yuurei wa koko ni iru (1958)
- 榎本武揚 Enomoto Takeaki (1964), adattamento teatrale del suo stesso romanzo omonimo
- おまえにも罪がある Omae nimo tsumi ga aru (1965)
- 友達 Tomodachi (1967)
- 未必の故意 Mihitsu no koi (1971)
- ガイド・ブック Gaido bukku (1971)
- 愛の眼鏡は色ガラス Ai no megane wa iro garasu (1973)
- Le calze verdi (Midori iro no sutokkingu, 1974)
- ウエー（新どれい狩り）Uē (Shin dorei gari) (1975)
- 案内人 GUIDE BOOK II Annai nin (1976)
- 水中都市 GUIDE BOOK III Suichu toshi (1977)
- S・カルマ氏の犯罪 S・Karuma shi no hanzai (1978)
- 仔象は死んだ Kozou wa shinda (1979)

### Saggistica
- 詩と詩人 (意識と無意識) Shi to shijin (Ishiki to muishiki) (1944)
- 文学における理論と実践 Bungaku ni okeru riron to jissen (1954)
- 猛獣の心に計算機の手を:文学とは何かMōjū no kokoro ni keisanki no te wo: Bungaku to ha nanika (1955)
- アメリカ発見 Amerika hakken (1957)
- 映像は言語の壁を破壊するか Eizō ha gengo no kabe wo hakai suru ka (1960)
- 芸術の革命:芸術運動の理論 Geijutsu no kakumei: Geijutsu undō no riron (1960)
- Il pensiero del deserto (砂漠の思想 Sabaku no shisō, 1965)
- 現代における教育の可能性:人間存在の本質に触れて Gendai ni okeru kyōiku no kanōsei: Ningen sonzai no honshitsu ni furete (1965)
- 隣人を超えるもの Rinjin wo koeru mono (1966)
- ミリタリールック Miritarī rukku (1968)
- 異端のパスポート Itan no pasupōto (1968)
- 内なる辺境 Uchi naru henkyō (1968)
- 続:内なる辺境 Zoku: Uchi naru henkyō (1969)
- 笑う月 Warau tsuki (1975)

### Raccolte di poesie
- 無名詩集 Mumei shishu (1947)
- 人さらい Hito sarai (1978)

## Filmografia

### Sceneggiatore
- Otoshiana, regia di Hiroshi Teshigahara (おとし穴 Otoshiana, 1962)
- La donna di sabbia, regia di Hiroshi Teshigahara (砂の女 Suna no onna, 1964), tratto dal suo omonimo romanzo
- The Face of Another, regia di Hiroshi Teshigahara (他人の顔 Tanin no kao, 1966), tratto dal suo omonimo romanzo
- The Man Without a Map, regia di Hiroshi Teshigahara (燃えつきた地図 Moetsukita chizu, 1968), tratto dal suo romanzo La mappa bruciata